# Grottenaquarium Valkenburg
Het Grottenaquarium Valkenburg was een van de toeristische attracties te Valkenburg in Nederlands Limburg. Het openbaar aquarium werd in 1954 ingericht in de ondergrondse Trichterberggroeve. De ingang bevond zich aan de Trichtergrubbe, een zijweg van de Cauberg.
Het was een gangenstelsel met grotten waarin diverse aquaria waren gesitueerd. Er waren onder andere kaaimannen, kogelvissen en axolotls te zien. Ook waren er amfibieën en reptielen te zien. De grotten zijn net als de andere grotten in Valkenburg kalksteengroeves waaruit in het verleden mergel werd gewonnen. Er heerst een constante temperatuur van ongeveer 20 graden.

## Geschiedenis
In de jaren 1950 werd er in de Slangenberggroeve in Geulhem door Pierre Marquet het initiatief genomen om in het ondergrondse gangenstelsel een grottenaquarium in te richten, het grottenaquarium Aqua Fauna. Een voormalige zakenpartner van Marquet kopieerde dit idee en opende ongeveer gelijktijdig in de Trichterberggroeve eveneens een grottenaquarium die ging concurreren met het ondergrondse aquarium in Geulhem. Marquet uitte openlijk verwijten richting de zakenpartner, waarna een rechtszaak volgde wegens aantasting van de goede naam.
Door de gunstige ligging kon het aquarium in Valkenberg meer toeristen trekken dan het aquarium in Geulhem.
Op zaterdag 15 maart 2014 deden politie en dierenbescherming een inval in het Grottenaquarium, waarbij dode en verwaarloosde dieren werden aangetroffen. De nog levende dieren werden in beslag genomen en elders ondergebracht. De eigenaar van het aquarium was kort ervoor overleden, waarna de dieren geen verzorging meer kregen. Daarna is het grottenaquarium definitief gesloten.

## Referentie
1. ↑  Grottenaquarium Aqua Fauna
2. ↑  AQUA FAUNA: een unieke bezienswaardigheid met wetenschappelijke betekenis in ZUID-LIMBURG, Erbij, zaterdag 29 maart 1958
3. ↑  Dode en verwaarloosde dieren in Grottenaquarium Valkenburg, website L1.nl

Aeres MBO Barneveld ·
Almere Jungle ·
Animal Farm ·
Apenheul ·
AquaZoo Leeuwarden ·
Aquazoo Leerdam ·
Artis ·
Artisklas Haarlem ·
Berkenhof Tropical Zoo ·
BestZoo ·
Botanische Tuinen Universiteit Utrecht ·
Center Parcs Het Heijderbos ·
Centrum voor Natuur- en Milieu Educatie ·
WaterLand Neeltje Jans ·
DierenPark Amersfoort ·
Dierenpark De Oliemeulen ·
Dierenpark Zie-ZOO ·
Diergaarde Blijdorp ·
DoeZoo Insektenwereld ·
Dolfinarium Harderwijk ·
Ecomare ·
Eindhoven Zoo ·
Faunapark Flakkee ·
Fort Kijkduin ·
GaiaZOO ·
Hof van Eckberge ·
Informatiecentrum De Noordwester ·
Kabouterland ·
Kasteelpark Born ·
Koninklijke Burgers' Zoo ·
Dierenpark Hoenderdaell ·
Muzeeaquarium Delfzijl ·
Natuurcentrum Ameland ·
Omnium Goes Tropisch bos ·
Ouwehands Dierenpark ·
Pantropica ·
Passiflorahoeve ·
Plaswijckpark ·
Reptielenhuis De Aarde ·
Reptielenzoo Iguana ·
Safaripark Beekse Bergen ·
Sea Life Scheveningen ·
Stichting AAP ·
Stichting Das & Boom ·
Taman Indonesia ·
Texel ZOO ·
Uilen- en Dierenpark De Paay ·
Van Blanckendaell Park ·
Vlinderparadijs Papiliorama ·
Vlinders aan de Vliet ·
Vlindersafari ·
Vlindertuin De Kas ·
Vlindorado ·
Vogelpark Avifauna ·
Vogelpark Ruinen ·
Vogelrevalidatiecentrum Zundert ·
Wereldtuinen Mondo Verde ·
Wildlands Adventure Zoo Emmen ·
Wonderwereld ·
Zee Aquarium Bergen aan Zee ·
ZooParc Overloon ·
Zoo Veldhoven
Opgeheven: Animali Vogel- en dierenpark · Noorder Dierenpark Emmen · Dierenpark Wassenaar · Dierenpark Wissel · Dolfirama · Dolfirado · Dolfirodam · Grottenaquarium Valkenburg · Fazanterie de Rooie Hoeve · Haagse Dierentuin · Kasteeltuinen Arcen · Klant’s Dierentuin · Klein Costa Rica · Labyrinth Boekelo · Papegaaienpark N.O.P. · Reptielenzoo "SERPO" · Schildpaddencentrum · Stonehenge Wildlife · Tilburgs dierenpark · Tropisch Oosten · Vogel- en wandelpark Abbeweer · Zodiac Zoos